# Lasiotylodes
Lasiotylodes är ett släkte av skalbaggar. Lasiotylodes ingår i familjen vivlar.
Kladogram enligt Catalogue of Life:
| Lasiotylodes | \| \| Lasiotylodes erythropygus \| \| \| \| |
|              | \| \| Lasiotylodes erythropygus \| \| \| \| |
|              | Lasiotylodes erythropygus                   |
|              |                                             |